# Premier ministre d'Australie-Méridionale
Le Premier ministre d'Australie-Méridionale (en anglais : Premier of South Australia) est le chef du gouvernement de l'État australien d'Australie-Méridionale.

## Historique
Créée en 1856, la fonction a pour premier titulaire Boyle Finniss. Jusqu'en 1890, alors qu'il n'existe pas encore de système partisan officiel en Australie-Méridionale, les membres du Parlement tendent à avoir des convictions historiques libérales ou conservatrices. Les libéraux dominent le gouvernement de 1893 à 1905 avec le soutien des travaillistes, les conservateurs étant principalement dans l'opposition. Les travaillistes arrivent au gouvernement avec le soutien de huit dissidents libéraux en 1905 quand ils emportent plus de sièges que les libéraux. L'arrivée au pouvoir des travaillistes entraîne la fusion de certains partis politiques de l'opposition. En 1910, les conservateurs rejoignent l'Union démocratique et libérale (formée en 1906) pour devenir l'Union libérale.